# سعد بورشيد
 سعد بورشيد  (- 1961 ) ممثل ومؤلف ومخرج ومذيع قطري ·
بدأ مشوارة الفني عام 1977 عندما انضم لفرقة مسرح السد وشارك مع الفرقة في أول اعمالة مسرحية " المال مال ابونا "·

## أعماله الفنية

### المسلسلات التلفزيونية
- دانة
- الفرسان الثلاثة
- حكاية العرندس
- حكايات صلبوخ
- زهرة الجبل
- فايز التوش
- بنات الفريج
- تناتيف
- 29 سالفة وسالفة
- البيت الكبير
- صرخة ندم
- مركب الهند
- السر في بير
- عيني يابحر
- نأسف لهذا الخلل
- أحلام البسطاء

### المسرحيات
- المال مال ابونا
- رحلة جحا إلى جزيرة النزهاء
- الحذاء الذهبي
- الثرثرة
- الرجل الذي فكر لنفسة
- سعدان في غابة الاحزان
- الكوكب المقلوب
- رسائل بواحمد الحويلي
- المغني والأميرة
- كوت وتوت
- سجلات رسمية

### المسرحيات والمسلسلات التي قام بتأليفها وباخراجها
- مسرحية الثرثرة (إخراج)
- مسرحية دانة ودراكولا (إخراج)
- مسرحية حكاية شهرزاد (اعداد وإخراج)
- مسرحية ا ب ت (إخراج)
- مسرحية حمدوس (إخراج)
- مسرحية في بيتنا مرشح (إخراج)
- مسرحية بيان أول للنهاية (إخراج)
- مسرحية وزير الناس (إخراج)
- مسرحية على الطاير (إخراج)
- مسرحية نورة (تأليف وإخراج)
- مسرحية أم الزين 2 (إخراج)
- مسرحية بشويش (إخراج)
- مسلسل حكايات شعبية (تأليف)
- مسلسل جدار الصمت (قصة وسنياريو وحوار)

### البرامج التلفزيونية كمذيع مقدم
- حوار آخر
- نجوم رمضان
- العيد العود